# Río Isuela (afluente del Aranda)
El río Isuela es un curso de agua del interior de la península ibérica, afluente del Aranda, tributario a su vez del río Jalón. Discurre por las provincias españolas de Soria y, principalmente, Zaragoza.

## Geografía
Nace en el municipio de Beratón, provincia de Soria (Castilla y León), en la ladera sur del collado situado a 1616 m sobre el nivel del mar entre el Alto de los Almudejos (1703 m) y el Cabezo del Caíz (1822 m), en las estribaciones meridionales de la sierra del Moncayo. Sus primeros 4 km de curso los recorre hacia el sur, dentro de Castilla y León, y pasada la raya con Aragón, dentro ya de la provincia de Zaragoza, tuerce su curso hacia el sureste, dirigiéndose hacia Purujosa, pasando después por Calcena, Trasobares, Tierga, Mesones de Isuela y Nigüella. Desemboca en el río Aranda, poco antes de pasar por Arándiga, formando lo que los lugareños llaman La Juntura: los últimos 5,6 km de curso común de ambos ríos antes de desembocar en el río Jalón.
Aparece descrito en el noveno volumen del Diccionario geográfico-estadístico-histórico de España y sus posesiones de Ultramar de Pascual Madoz con las siguientes palabras:

ISUELA: r. que se forma en el térm. de Purujosa, prov. de Zaragoza, part. jud. de Borja, de una fuente caudalosa que nace junto á un molino harinero, fertiliza sobre 10 cahizadas de tierra, y á la 1/2 leg. del pueblo se oculta toda el agua para volver á salir 1 hora mas abajo formando la fuente de Calcena, cuya pobl. queda á la izq. Hasta esta v. lleva su curso hacia el E., riega en ella una corta vega de 60 cahizadas, manteniendo al mismo tiempo un molino harinero, una fáb. de papel de estraza, un batan y otra fáb. de paños ordinarios, y variando entonces su direccion hacia el SE., que ya no abandona, corre por las inmediaciones de Trasovarés en donde fertiliza 50 cahices y da movimiento á un molino harinero y un batan: se introduce luego en el part. de Calatayud por Tierga y Mesones, cuyas v. asi como Nigüella, quedan á la izq. y en las que da movimiento á algunos molinos harineros, y un poco antes de llegar á Arandiga, se confunde con el r. Aranda (V.), los cuales asi unidos pasan al térm. de Chodes, part. de la Almunia, donde desembocan en el Jalon.
(Madoz, 1847, p. 466)